# أولادعيسى الواد (أولاد عيسى الواد)
أولادعيسى الواد هو دُوَّار يقع بجماعة أحد بوموسى، إقليم الفقيه بن صالح، جهة بني ملال خنيفرة في المملكة المغربية. ينتمي الدوّار لمشيخة أولاد عيسى الواد التي تضم 4 دواوير. يقدر عدد سكانه بـ 4009 نسمة حسب الإحصاء الرسمي للسكان والسكنى لسنة 2004.

## روابط خارجية
- البوابة الوطنية للجماعات الترابية
- المندوبية السامية للتخطيط